# ルカ・ビジ
ルカ・ビジ（Luca Bigi、1991年4月19日 - ）は、ユナイテッド・ラグビー・チャンピオンシップ、ゼブレ・パルマに所属するイタリア・レッジョ・エミリア出身のラグビーユニオン選手。イタリア代表。

## プロフィール
- ポジションはフッカー(HO)。
- 身長 182cm、体重 104kg
- U20イタリア代表に選ばれたことがある[1]。
- イタリア代表キャップは42（2022年12月現在）でラグビーワールドカップ2019のイタリア代表に選ばれた[2]。

## 略歴
レッジョ、ヴィアダナ、ペトラルカ、ベネットンを経て、2019年、ゼブレに加入。